# Milagrosa Martínez Navarro
Milagrosa Martínez Navarro (Còrdova, Andalusia, 24 de novembre de 1958) és una política valenciana d'origen andalús, que va ser alcaldessa de Novelda (Vinalopó Mitjà) del 2011 al 2015. Anteriorment havia estat Presidenta de les Corts Valencianes (2007-2011) i consellera de Turisme (2004-2007). El 24 de maig del 2018 va ingressar a la presó de Villena per a complir una condemna de nou anys pel cas Fitur, relacionat amb el cas Gürtel.

## Biografia
Establerta a Novelda, es llicencià en dret per la Universitat d'Alacant. Militant d'Aliança Popular primer i del Partit Popular després, ha estat alcaldessa de Novelda en diverses etapes. La primera, de 1995 a 1997, no acabà la legislatura per la moció de censura que presentaren contra ella els regidors del PSPV i el BLOC. A les eleccions locals de 1999 recuperà l'alcaldia amb majoria absoluta, revalidant-la a les següents de 2001. El 2004 dimití per tal de ser consellera de Turisme de la Generalitat Valenciana presidida per Francisco Camps. Milagrosa Martínez també fou escollida diputada a les Corts Valencianes a les eleccions de 2007 i 2011. Va ser presidenta de les Corts entre el 2007 i el 2011.
També ha estat presidenta de la Comissió de l'àrea de salut de les Corporacions Locals de la Federació Valenciana de Municipis i Províncies i vocal de la Comissió de Cooperació al Desenvolupament de la Federació Espanyola de Municipis i Províncies.

### Consellera de Turisme
El pas de Milagrosa Martínez per la Conselleria de Turisme estigué marcat pels enfrontaments amb l'aleshores president de la Diputació d'Alacant, el també popular José Joaquín Ripoll, per la política turística i el repartiment de subvencions.
El 2009, quan Martínez ja havia deixat la conselleria, va sortir a la llum un presumpte cas de suborn quan a principis de 2006, acceptà un regal de l'empresa Orange Market (implicada en l'anomenat Cas Gürtel) poc després que li atorgara per segona vegada el contracte del pavelló valencià a la fira FITUR.
El gener de 2013 va ser notícia per ser un dels 7 diputats de les Corts Valencianes (5 del PSOE, 2 del PP) que mai no havia intervingut a cap debat. A més, Milagrosa Martínez destacava perquè tan sols havia intervingut una vegada en la comissió de peticions, en la qual és l'única membre del seu partit, i on va llegir l'informe de 2011 del Síndic de Greuges.

## Corrupció
Després restà a l'espera de l'obertura del judici, que començà amb un any de retard, ja que després de l'acte d'obertura del judici oral, les dues ex-conselleres acusades renunciaren als seus escons com a diputades de les Corts Valencianes, originant un conflicte de competències que finalment ha aclarit el Tribunal Suprem. Milagrosa Martínez es trobava acusada dels delictes de prevaricació administrativa, malversació de cabals públics, tràfic d'influències i suborn passiu, en una de les peces separades de la branca valenciana del cas Gürtel i se li va imposar una fiança de 636.500 euros. El Ministeri Fiscal sol·licità per a ella una pena d'11 anys de presó i 34 anys d'inhabilitació (16 dels quals, absoluta).
L'objecte de la peça en què estigué acusada era la contractació administrativa entre la Generalitat Valenciana i Orange Market per 5 milions d'euros per a l'organització del pavelló valencià a FITUR (anys 2005-2009). Aquesta peça formava part de la branca valenciana del cas Gürtel, la qual investigà la implicació del PP valencià en fets constitutius de delicte electoral, falsedat documental i prevaricació.
Segons un informe policial realitzat per la Unitat de Delinqüència Econòmica i Fiscal (UDEF), Milagrosa Martínez va ampliar irregularment en dues ocasions l'objecte dels contractes signats amb Orange Market per a la instal·lació del pavelló de la Generalitat Valenciana a FITUR: en un cas va incloure una fira celebrada a Madrid anomenada Expotural 2005 i en l'altre va incloure el Saló Nàutic de Barcelona de 2006. Aquestes ampliacions de l'objecte del contracte eren irregulars, ja que hauria estat necessari realitzar un nou expedient de contractació respectant els principis de publicitat i concurrència perquè altres empreses hi pogueren haver optat.
El mateix informe indica també que Milagrosa Martínez autoritzà la despesa per al pagament de dues factures relatives a l'esmorzar que el president del Consell, Francesc Camps, oferí a centenars de persones a Madrid l'any 2005 amb motiu de la inauguració de FITUR.
I també aquest informe assenyalava que Milagrosa Martínez podria haver rebut com a regals per Orange Market un rellotge Hublot valorat en 2.400 euros i un mocador de Loewe.
En efecte, durant la investigació, la Fiscalia anticorrupció descobrí que Milagrosa Martínez podria haver comés un altre delicte de suborn en acceptar com a regal un rellotge de 2.400 euros ofert per Álvaro Pérez, responsable d'Orange Market, després d'haver-li adjudicat de manera irregular per segon any consecutiu el contracte per a la instal·lació del pavelló a FITUR. Tanmateix, la fiscalia va descobrir aquests fets just un mes després que aquest presumpte delicte de suborn hagués prescrit. Com a proves d'aquest delicte, la Fiscalia aportà: una conversa telefònica intervinguda el 3 de gener de 2009 entre Álvaro Pérez i Cándido Herrero en què el primer comenta que havia comprat amb anterioritat un rellotge a la Perla (com anomenen a Milagrosa Martínez); en un dels arxius informàtics intervinguts en els registres a la seu d'Orange Market, apareix amb data de 6 de febrer de 2009 unes anotacions comptables de compres referides com regals de Nadal i Reis realitzades entre desembre de 2005 i gener de 2006, i entre les quals figura un rellotge de marca Hublot adquirit a la joieria Suárez per 2.400 euros i destinat a Milagrosa Martínez; factura emesa per la joieria a nom d'Orange Market amb data 9 de gener de 2009 coincident amb l'anotació comptable.
El 27 de febrer de 2014, Alberto Fabra Part (President de la Generalitat Valenciana) reclama a les dues exconselleres processades a la branca valenciana del cas Gürtel, Milagrosa Martínez i Angélica Such, que abandonen les seues actes de diputades a les Corts Valencianes abans del començament del judici oral.
Hores després, l'exconsellera de Turisme, Angélica Such, renunciava a la seua acta de diputada a les Corts Valencianes, mentre que Milagrosa Martínez contràriament, anuncià que no pensava dimitir.
El 28 de febrer, José Císcar (vicepresidente del Consell Valencià) va afirmar que si Milagrosa Martínez no deixava el càrrec de diputada de les Corts Valencianes, el PP hauria d'actuar, donant a entendre que podria ser expulsada del grup del Partit Popular.
El 3 de març de 2014, durant el Ple de l'Ajuntament de Novelda, Milagrosa Martínez afirmà que no pensava renunciar a l'alcaldia.
El 20 de març de 2014, el PP valencià nomenava la persona instructora de l'expedient informatiu sobre Milagrosa Martínez perquè estudiés la seua situació i realitzés una proposta al respecte al comitè de drets i garanties del partit.
El 21 de març de 2014, Milagrosa Martínez deixava el seu escó de diputada a les Corts valencianes. Al febrer del 2015 fou suspesa de militància i funcions del PP. I al febrer del 2017 el Tribunal Superior de Justícia de València la condemnà a nou anys de presó per falsejament de contractes de la Fira de Turisme (Fitur).